# Paphinia posadarum
Paphinia posadarum là một loài thực vật có hoa trong họ Lan. Loài này được Dodson & R.Escobar mô tả khoa học đầu tiên năm 1993.